# TNT (Album)
TNT ist das zweite Studioalbum der deutschen Hip-Hop-Gruppe Dynamite Deluxe. Es wurde am 25. Januar 2008 über das Label EMI veröffentlicht.

## Entstehung

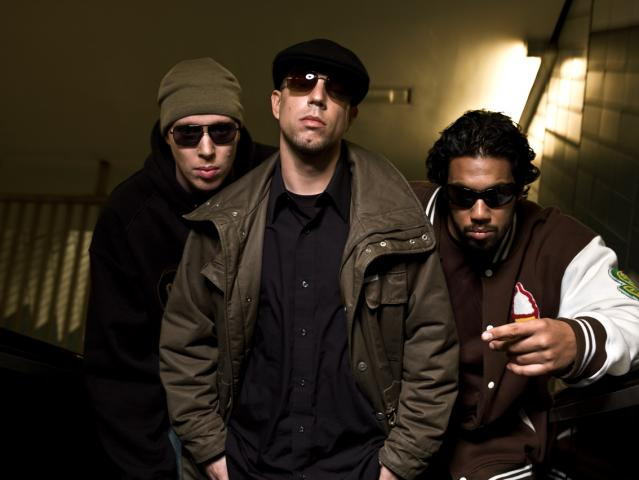
Dynamite Deluxe (2008)

Im Jahr 2000 erschien das erste Studioalbum von Dynamite Deluxe. Dieses wurde unter dem Titel Deluxe Soundsystem veröffentlicht und gilt als eines der bedeutendsten und einflussreichsten deutschsprachigen Hip-Hop-Alben. Kurze Zeit nach der Veröffentlichung des Tonträgers gab die Gruppe ihre Trennung bekannt. In den nachfolgenden Jahren arbeiteten Samy Deluxe, Tropf und DJ Dynamite an Soloprojekten. Dabei behielten die drei Mitglieder Kontakt zueinander und nahmen sporadisch Lieder miteinander auf.
Im Jahr 2004 entstand das Studioalbum Verdammtnochma von Samy Deluxe. Dieses wurde von Dynamite und Tropf abgemischt. Durch die enge Zusammenarbeit an dem Tonträger, entwickelte sich die Idee ein weiteres Album als Dynamite Deluxe aufzunehmen. So begannen die drei Musiker im Anschluss an die Veröffentlichung von Samy Deluxe zweitem Soloalbum mit den Aufnahmen von TNT. Diese dauerten drei Jahre an.

„Für mich war DD abgehakt, ich habe nicht weiter darüber nachgedacht. Es war auch gut so, wie’s war. Aber das hat den Reiz letztlich nur erhöht, sieben Jahre später noch ein zweites Album zu machen und damit das Gesamtbild einer Band, das ja doch stark mit einer ganz bestimmten Zeit behaftet war, noch etwas zu vervollständigen und zu verfeinern.“

Die Arbeit an TNT wurde über drei Jahre geheim gehalten. Dynamite Deluxe weihte nur wenige Personen von EMI sowie einige Vertreter der Medien ein, die sich mit dem Musikgenre Hip-Hop beschäftigen. Der Grund für diese Entscheidung war, dass sich die Mitglieder unsicher darüber waren, ob die enge Zusammenarbeit nach der mehrjährigen Pause noch zu zufriedenstellenden Ergebnissen führen würde. Damit hielt sich die Gruppe die Option offen, die Produktion des Albums abzubrechen.
Die Bekanntgabe, dass Dynamite Deluxe als Gruppe wieder zusammenarbeiten, erfolgte 2007 in der September-Ausgabe des Hip-Hop-Magazins Juice. Darin wurde eine zweiseitige Anzeige abgedruckt, die das Dynamite Deluxe-Logo und einen Hinweis auf Januar 2008 zeigt. Am 15. September 2007 trat die Hamburger Gruppe schließlich im Rahmen der Feier zum zehnten Jubiläum der Juice in München erstmals wieder gemeinsam auf.

## Versionen
TNT erschien in drei CD-Editionen sowie einer Vinyl-Version. Die Standard- und die Vinyl-Version bestehen aus insgesamt dreizehn Liedern. Zeitgleich zu diesen Versionen wurde eine Special Edition veröffentlicht. Diese besteht aus der TNT-CD und einer DVD. Die Special Edition wurde auf 10.000 Einheiten limitiert. Als dritte Version erschien eine MZEE.com Edition. Diese kann nur auf der Website MZEE.com käuflich erworben werden und ist wie die Special Edition limitiert. Im Gegensatz zur Standard-Version von TNT, bietet die MZEE.com Edition zwei zusätzliche Stücke. Diese sind das Lied Gönnt mir doch ’n bisschen Spaß sowie die A-cappella-Version des Musikstücks Dynamit!. In Gönnt mir doch ’n bisschen Spaß wird der The-Jackson-Five-Hit I Want You Back aus dem Jahr 1969 gesampelt.

## Titelliste

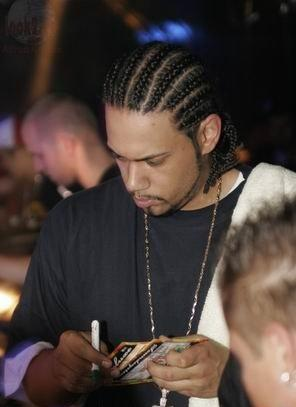
Rapper Samy Deluxe

| Nr. | Titel                                 | Länge |
| --- | ------------------------------------- | ----- |
| 1.  | Erster Song                           | 2:03  |
| 2.  | Newcomer des Jahres                   | 3:13  |
| 3.  | Alles bleibt anders (feat. Jan Delay) | 3:14  |
| 4.  | Boombox                               | 3:02  |
| 5.  | Komma klar                            | 3:18  |
| 6.  | Weiter                                | 3:09  |
| 7.  | Mein Problem (Take it easy)           | 3:52  |
| 8.  | Ab und zu                             | 2:43  |
| 9.  | Mein Flow ist                         | 3:34  |
| 10. | Bis hierher                           | 4:10  |
| 11. | Dynamit!                              | 3:25  |
| 12. | Der Thron ist meiner                  | 3:45  |
| 13. | Letzter Song                          | 3:51  |

## Produktion
Für die Produktion von TNT zeigen sich DJ Dynamite und Tropf verantwortlich. Im Gegensatz zum ersten Album von Dynamite Deluxe, wurde fast jedes Stück von beiden Musikern gemeinsam produziert. Der Arbeitsprozess an TNT begann damit, dass Tropf und Dynamite eine große Anzahl an Beats produzierten und sich die drei Mitglieder im Anschluss daran überlegten, welches Thema auf einem Instrumental behandelt werden könnte. Durch diese Arbeitsweise, waren alle drei Mitglieder an der Entwicklung von Textideen beteiligt. Das abschließende Mastering des Albums erfolgte in Atlanta.
Bei den Produktionen der Lieder von TNT wurden neben klassischen Hip-Hop-Beats auch Einflüsse aus anderen Musik-Genres mit einbezogen. So ließen Dynamite und Tropf in das Stück Weiter Stilelemente der auf Reggae aufbauende Musikrichtung Dancehall einfließen. Als weiteres Lied kann Mein Problem (Take it easy) genannt werden. Auch dieses bedient sich an Elementen der aus Jamaika stammenden Musikform Reggae.
Bei der Entwicklung der Beats des Albums griffen Tropf und Dynamite außerdem auf verschiedene Produktionstechniken zurück. Auf dem Lied Weiter benutzte die Band erstmals das Programm Auto-Tune. Dieses wird zur automatischen Tonhöhenkorrektur eingesetzt. Als weitere Technik kann die Nutzung eines Vocoders für das Stück Ab und zu genannt werden. Mit diesem kann der Klang der Stimme manipuliert werden. In verschiedenen Liedern werden außerdem Backing Vocals eingesetzt. Dabei handelt es sich um begleitende Nebenstimmen, die zur Verstärkung der Gesangsstimme des Leadsängers dienen. Backing Vocals werden eingesetzt, um bestimmte Textstellen hervorzuheben. Im Musikstück Mein Flow ist wurde diese Technik für das Wort „stereo“ angewandt. Für das Lied Newcomer des Jahres wurde die Stimme von Samy Deluxe mit einer tieferen Nebenstimme „gebackt“. Im Mischverhältnis wurde die Hauptstimme des Rappers mit der tieferen Backing Vocal umgedreht, sodass die tiefere Stimme lauter zu hören ist.

## Texte
Die Texte des Albums behandeln sowohl gesellschaftliche Probleme als auch das persönliche Leben der Gruppenmitglieder. Auch die Entwicklung der Hip-Hop-Kultur, die in Deutschland von Dynamite Deluxe mitgeprägt wurde, wird auf dem Tonträger behandelt.
TNT beginnt mit den Zeilen: „Ich bin froh, wie’s gelaufen ist, bis zur nächsten LP. Das war’s bis dato von Deutschlands bestem MC!“ Damit wird der zweite Tonträger der Hamburger Band mit den letzten beiden Zeilen des Stücks Bis dato, welches im Jahr 2000 das Ende des Albums Deluxe Soundsystem markierte, eingeleitet. Auf der ursprünglichen Version von Erster Song wollte Samy Deluxe eine andere Strophe zu Beginn des Albums aufnehmen. Diese wurde dann für das Stück Weiter verwendet.
Nach Erster Song, folgt das Lied Newcomer des Jahres. Im Refrain, die sogenannte Hookline, bezeichnet Samy Deluxe die Gruppe als „Newcomer des Jahres“: „Wir sind zurück, ey guckt doch mal wer da ist. Dies sind Deluxe, die Newcomer des Jahres. Wir sind die neuste Crew, die auf dem Markt ist. Hebt eure Hände hoch, Leute und sagt es.“ Das Lied weist darauf hin, dass nach der langjährigen Pause von Dynamite Deluxe viele junge Hörer des Musikgenres Hip-Hop das erste Album der Band nicht mehr kennen. Des Weiteren richtet sich das Lied an die Fans der alten Stücke von Dynamite Deluxe und soll zum Ausdruck bringen, dass der musikalische Stil der Band nicht stagniert, sondern weitere Einflüsse aufgenommen werden und somit etwas Neues entsteht.
Das Lied Alles bleibt anders behandelt die Unveränderlichkeit von Zuständen in der Gesellschaft. In einem Interview erklärte die Band, dass zunächst zwei verschiedene Texte für den Beat infrage gekommen waren und die endgültige inhaltliche Ausrichtung durch die Mitarbeit von Jan Delay entschieden wurde.

„Politiker reden immer viel aber helfen keinem. Menschen wollen sich gut ernähren – essen dann Junkfood, wissen es ist schlecht, doch es schmeckt so verdammt gut. Und all die neuen Bands covern immer nur die alten Lieder. Egal wo ich bin, seh' ich immer nur die alten Spießer, lästern über Türken und sitzen in ihrem Schrebergarten, abends siehst du sie dann um die Ecke bei dem Kebab Laden. Und ich sehe ein, dass alle Menschen ihre Fehler haben, doch sehe auch, dass sie uns das Leben unnötig schwerer machen. Alles ist im Arsch wie Jan sagt, ist Standard. Trotzdem geht’s uns gut, während wir durch das Land fahren.“

Mit der Zeile „Alles ist im Arsch wie Jan sagt“, nimmt Samy Deluxe Bezug zu dem Lied Im Arsch, das 2007 als Single von Jan Delay und Udo Lindenberg veröffentlicht wurde.
In den folgenden Liedern werden verschiedene Thematiken von der Band aufgegriffen. Dabei stehen häufig die eigenen musikalischen Qualitäten im Vordergrund. In dem Battle-Rap-Stück Der Thron ist meiner bezeichnet sich Samy Deluxe als bester Rapper und schildert seine Ansicht zur Konkurrenz: „Ich muss nichts Schlechtes über andere Rapper erzählen. Ich rappe so gut, dass andere Rapper sich schämen. Denn wenn ich ehrlich bin, ich hab keinen anderen Rapper gesehen, der es nur annähernd Wert wäre, ihn hier jetzt zu erwähnen.“ Auch im Stück Dynamit! welches als letztes Lied des Tonträgers fertig gestellt worden ist, behandelt die Band den eigenen musikalischen Stil und will mit dem Musikstück primär auf die Wiedervereinigung der Gruppe hinweisen.
Auf Boombox beschreibt Samy Deluxe die Hip-Hop-Szene zur Entstehungszeit des Albums Deluxe Soundsystem. Diese ist durch die Zuneigung einer kleinen Gruppe zur Kultur geprägt („Ich hoffe, dass der Sound ein paar alte Erinnerungen weckt, als Hip-Hop hier noch besser war, bevor jeder hier ein Rapper war.“). Der Rapper stellt dabei die deutsche Szene zur Jahrtausendwende mit der Hip-Hop-Kultur im Jahr 2008 kritisch gegenüber. Deluxe stellt seinen Eindruck heraus, dass 2008 das „Image“ und die Vermarktung von Rappern die wichtigsten Aspekte in der Hip-Hop-Musik geworden sind. Dies steht im Gegensatz zur Haltung der Hamburger Rap-Szene Ende der 1990er Jahre, als die Kultur und die musikalische Qualität im Fokus standen. Positiv sieht Samy Deluxe die verstärkte Popularität der Hip-Hop-Musik. Diese war zunächst einer kleinen Gruppe vorbehalten, da es nur wenige Medien gab, die sich mit diesem Thema auseinandergesetzt haben. Deluxe weist darauf hin, dass es 2008 zahlreiche Hip-Hop-Magazine und Websites gibt. Am Ende beider Strophen von Boombox stellt der Rapper heraus, dass Dynamite Deluxe Hip-Hop repräsentieren und die Entwicklung der Kultur aktiv mitgestaltet haben.
In dem Stück Komma klar thematisiert Samy Deluxe seinen Unmut über Fans seiner Musik, die ihn treffen und seine Privatsphäre nicht akzeptieren. Laut Aussage des Rappers wird mit Komma klar eine Trilogie abgeschlossen, die mit den Liedern V.I.P. und Warte mal Sam begann.

„Das Thema ist auf jeden Fall ein sehr reelles aus meinem Alltag, aber gleichzeitig auch nichts, über das ich mich übertrieben aufrege. Klar, wenn ich ganz offensichtlich als Samy Sorge unterwegs bin, mit einer Frau, meinem Kind oder meiner Mutter, dann nervt es, wenn ich von fremden Leuten auf Homie angelabert werde. Aber sonst kann ich das irgendwie sogar nachvollziehen, gerade im Club, wo die Leute ja auch breit sind. Deswegen erzähle ich die ganzen Geschichten, die mir ständig passieren schon gar nicht mehr, sondern fasse das eben auf meine Weise in einem Song zusammen.“

In Mein Problem (Take it easy) besingt Samy Deluxe seine Ambitionen mit einer bestimmten Frau eine Beziehung zu führen. Dies scheitert jedoch an der nicht erwiderten Liebe.
Das Album schließt mit dem Lied Letzter Song ab. Darin stellt sich Samy Deluxe die Frage, was er „den Leuten erzählen“ würde, wenn dies sein letztes Lied wäre. Außerdem bedankt sich der Rapper bei verschiedenen Menschen, die in seinem Leben eine Bedeutung haben, darunter der Rapper Afrob, seine Bandmitglieder DJ Dynamite und Tropf, Hip-Hop-Musiker Torch und seine Fans.

## Gastmusiker

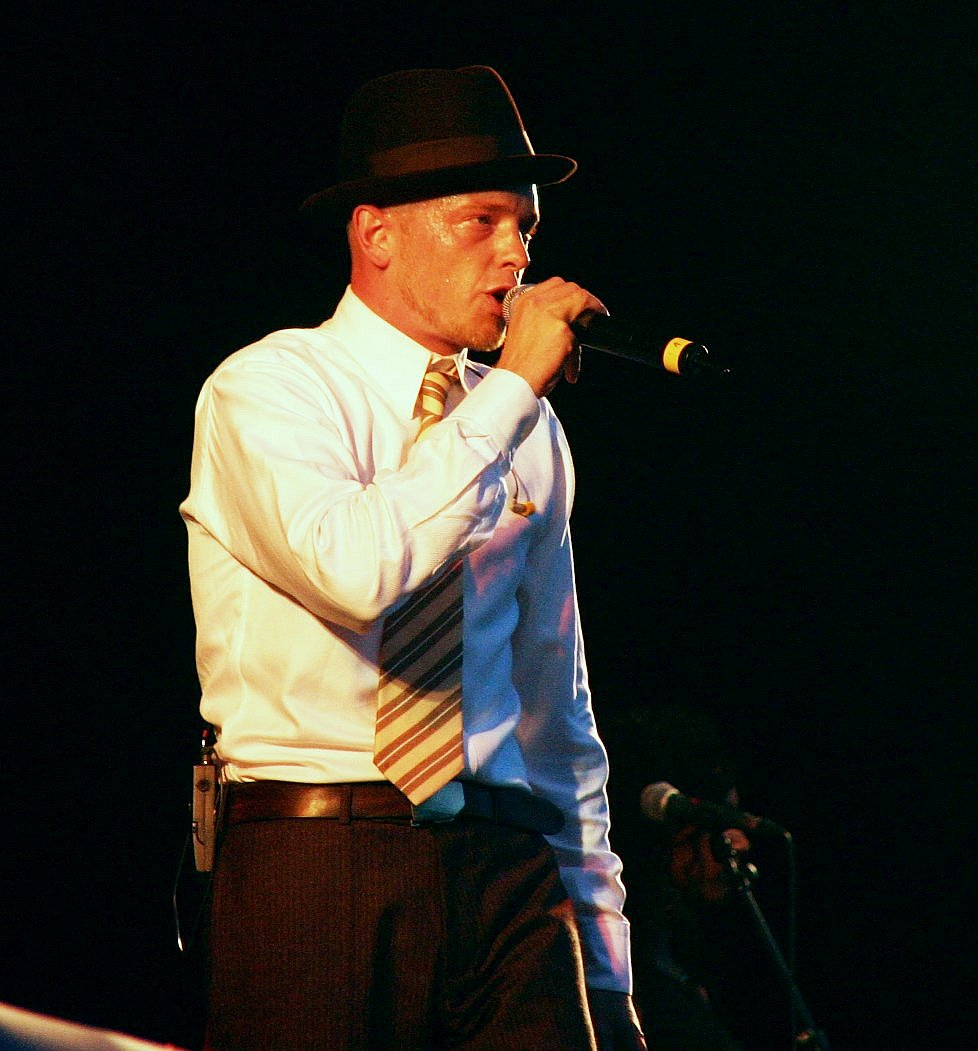
Jan Delay im Jahr 2007

Im Gegensatz zum Großteil der Veröffentlichungen des Musikgenres Hip-Hop, beinhaltet TNT lediglich einen Gastbeitrag. Dieser stammt von dem deutschen Hip-Hop-, Reggae- und Funk-Musiker Jan Phillip Eißfeldt, welcher auf dem Tonträger unter dem Künstlernamen Jan Delay auftritt. Delay singt auf dem Musikstück Alles bleibt anders den Refrain. Er stammt wie Dynamite Deluxe aus der Hansestadt Hamburg und war bereits vor Veröffentlichung von TNT ein langjähriger Freund der Gruppe. So begleite etwa Produzent Tropf im Jahr 2007 die Tournee von Jan Delay. Da die Studios von Tropf und Jan Delay direkt benachbart sind, war Delay am Entstehungsprozess von TNT beteiligt, was schließlich zur Produktion des Lieds Alles bleibt anders führte.
Bereits im Jahr 2000 war Jan Delay als einer von wenigen Gastmusikern auf Deluxe Soundsystem vertreten. Auf diesem ist das Stück Grüne Brille zu hören. Das Lied, in welchem die Abhängigkeit zu Marihuana thematisiert wird, wurde als Single ausgekoppelt und ist eines der bekanntesten Stücke von Dynamite Deluxe.
Der Grund, warum neben Jan Delay kein weiterer externer Musiker an der Produktion des Albums beteiligt war, liegt darin begründet, dass der Fokus des Albums auf der Hamburger Band liegen soll. Des Weiteren verweist der Produzent Tropf in einem Interview auf Samy Deluxe’ Talent Texte zu schreiben, was darin resultiert, dass Gastbeiträge anderer Rapper nicht notwendig seien, um die Qualität des Tonträgers zu steigern.

## Vermarktung

### Chartplatzierungen und Singles

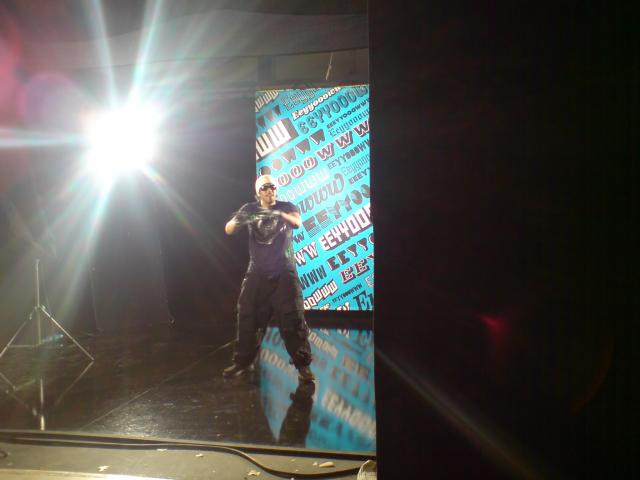
Samy Deluxe beim Videodreh zum Lied Dynamit!

Als Vorbote auf TNT, veröffentlichte Dynamite Deluxe das Lied Boombox. Dieses wurde im Aufnahmeprozess des Albums als erstes Stück fertiggestellt. Die Band stellte Boombox kostenlos im Internet zur Verfügung. Zu dem Lied wurde ein Video gedreht, das zu einem Großteil aus Aufnahmen von Konzerten besteht.
Am 14. Dezember 2007 waren DJ Dynamite und Samy Deluxe in der MTV-Show TRL XXL zu Gast. Dort stellten sie das Video zur ersten Single Dynamit! vor. Dynamit! erreichte in den TRL Most Wanted-Charts der MTV-Sendung direkt Platz 2 und konnte in den folgenden Wochen auch Position 1 belegen. Die Single wurde am 11. Januar 2008 veröffentlicht. Der Tonträger beinhaltet fünf Lieder sowie das Video zu dem Stück Boombox. Zu den fünf Liedern gehören die Album- und die Instrumental-Version sowie ein Moonbootica Club Mix und ein Tropf-Remix des Stücks Dynamit! sowie das Lied So laut es geht.
Als zweite Single wurde das Musikstück Alles bleibt anders ausgesucht. Die Single zum Lied wurde am 14. März 2008 veröffentlicht. Auf dieser ist neben dem Titellied auch das Stück Türpolitik zu hören. Zu Alles bleibt anders wurde ebenfalls ein Video gedreht. In diesem ist Samy Deluxe in einem Raumanzug zu sehen. Der Rapper läuft im Video alleine durch unterschiedliche Gegenden wie Wälder oder Tunnel und trifft im Verlauf des Videos auf verschiedene Personen, die sich ihm gegenüber ablehnend verhalten, sodass Samy Deluxe nach jedem Zusammentreffen wieder alleine ist.
Beide Singles wurden neben einer CD-Version, auch als Vinyl Maxi-Single veröffentlicht.
Am 26. September 2008 veröffentlichte das Label EMI die dritte Single Weiter. Auf dieser sind neben der Original-Version des Titels auch eine Instrumental-Version von Weiter sowie die Stücke König der Löwen, Zugabe und Easy Dub zu hören. Auch zur dritten Single wurde ein Video gedreht.

| Jahr | Titel               | Höchstplatzierung, Gesamtwochen, AuszeichnungChartplatzierungen (Jahr, Titel, , Platzierungen, Wochen, Auszeichnungen, Anmerkungen) | Höchstplatzierung, Gesamtwochen, AuszeichnungChartplatzierungen (Jahr, Titel, , Platzierungen, Wochen, Auszeichnungen, Anmerkungen) | Höchstplatzierung, Gesamtwochen, AuszeichnungChartplatzierungen (Jahr, Titel, , Platzierungen, Wochen, Auszeichnungen, Anmerkungen) | Anmerkungen                          |
| Jahr | Titel               | DE | AT | CH | Anmerkungen                          |
| ---- | ------------------- | --- | --- | --- | ------------------------------------ |
| 2008 | Dynamit!            | DE29 (5 Wo.)DE | AT87 (1 Wo.)AT | — | Veröffentlichung: 11. Januar 2008    |
| 2008 | Alles Bleibt Anders | DE71 (3 Wo.)DE | — | — | Veröffentlichung: 14. März 2008      |
| 2008 | Weiter              | — | — | — | Veröffentlichung: 26. September 2008 |

### Juice
Nachdem Dynamite Deluxe im September 2007 bei der Feier zum zehnjährigen Bestehen des Hip-Hop-Magazins Juice aufgetreten waren, widmete das Münchener Magazin der Gruppe die Titelgeschichte in ihrer Januar/Februar-Ausgabe. Im Rahmen der Titelgeschichte führten die Redakteure ein Interview mit Samy Deluxe, DJ Dynamite und Tropf und boten Dynamite Deluxe die Möglichkeit als Gast-Redakteure zu arbeiten. So verfasste Samy Deluxe die Kolumne Das letzte Wort, welche in der Regel von dem Musikjournalisten Falk Schacht geschrieben wird. DJ Dynamite führte ein Interview mit DJ Drama für die 104. Ausgabe der Juice.
Im Rahmen der Veröffentlichung des Albums bekamen die Mitglieder von Dynamite Deluxe außerdem die Gelegenheit die CD der Juice zu gestalten. Dabei riefen Samy Deluxe, Tropf und Dynamite bekannte deutsche Hip-Hop-Künstler dazu auf, Lieder des ersten Albums Deluxe Soundsystem neu zu interpretieren. Dabei schrieben die Interpreten neue Texte auf die Beats des ersten Albums. Auf dem Tonträger sind sowohl Rapper aus dem direkten Umfeld der Band wie Das Bo und Manuellsen, als auch Künstler wie der Berliner Marsimoto vertreten. Des Weiteren ist auf dem Tonträger das Stück Boombox von Dynamite Deluxe zu hören. Die CD wurde von DJ Dynamite und DJ Mixwell gemixt.

### Tournee
Im Februar 2008 gingen die Mitglieder von Dynamite Deluxe auf Tournee. Diese benannten sie nach dem Album TNT-Tour. Das erste Konzert fand am 6. Februar 2008 in Lüneburg statt. Am 5. März wurde in Hamburg das Abschlusskonzert der insgesamt 19 Städte umfassenden Tournee veranstaltet.
Bei der Tournee wurde Dynamite Deluxe von DJ Haitian Star und dem deutschen Rapper D-Flame begleitet. DJ Haitian Star übernahm dabei die Moderationsrolle und legte vor und nach dem Auftritt von Dynamite Deluxe Platten auf. D-Flame war zur Zeit der Entstehung des ersten Albums Deluxe Soundsystem bereits als Back-Up-Rapper von Samy Deluxe auf Konzerten der Gruppe vertreten. Nach der engen Freundschaft zwischen Samy Deluxe und D-Flame folgten einige Jahre, in denen sich die beiden Musiker, laut Aussage von Samy Deluxe, auseinanderlebten. Nachdem im Jahr 2007 der Kontakt wieder enger geworden war, entschied sich Dynamite Deluxe den Frankfurter erneut mit auf Tournee zu nehmen. Außerdem begleiteten die Sängerinnen Alex Prince und Miss Marx die Tournee. Diese traten als Backgroundsängerinnen auf.
Alle an der Tournee beteiligten Personen sind langjährige Freunde der Gruppe. Boris Ekambi arbeitete dabei am Monitor, Stefan „King“ Konkel war für die Lichttechnik verantwortlich und Tropf übernahm die Abmischung. In einem Interview erklärte DJ Dynamite die Bedeutung der Live-Auftritte für die Gruppe.

„Wir sind aus einer Zeit, in der sich alles um die Live-Auftritte drehte: Bei uns kamen erst die Shows, und dann die Platten. Von daher war uns immer wichtig, dass die Shows rund sind und alles vernünftig klingt – obwohl wir anfangs ja auch nur Gagen von 4.000 DM hatten, man es also schon gemerkt hat, wenn man zusätzlich noch einen Soundmann mitgenommen hat. Aber ohne dass wir es wussten, war das von Anfang an unser smartester Business-Move. Durch die hohe Qualität haben wir bis heute kontinuierlichen Zulauf, und das ist bei den Unwägbarkeiten der Verkaufszahlen eine coole Basis.“

## Illustration
Das Artwork des Albums wurde von dem Hamburger Grafikbüro Typeholics gestaltet. Dieses wurde 1998 gegründet und zeichnete bisher unter anderem für die Gestaltung des Logos der Gruppe Dynamite Deluxe sowie des Covers des Jan-Delay-Albums Mercedes Dance verantwortlich. Im Fall des Covers von TNT konzipierte der Grafiker Kool Keats das Front-Bild des Tonträgers.
Das Cover zu TNT zeigt einen zerbrechenden Eisblock vor schwarzem Hintergrund. Dabei ist das Eis blau gefärbt und das Logo von Dynamite Deluxe ist im Block eingraviert. Bei der Fotografie des Covers wurde ein Eisblock aus einer Höhe von drei Metern fallen gelassen. Das aufschlagende Eis wurde daraufhin mithilfe der Chronofotografie aufgenommen. Die so entstandenen Bilder wurden im Anschluss nicht nachbearbeitet. Insgesamt entstanden etwa 40 Fotos, auf denen jeweils zerspringende Eisblöcke in unterschiedlicher Färbung zu sehen sind. Die Eisblöcke wurden in Hamburg bearbeitet, eingefärbt und anschließend in Styropor-Behältern nach Düsseldorf transportiert, wo die Fotos für das Artwork entstanden.

## Rezeption

### Chartplatzierungen
TNT stieg in der siebten Kalenderwoche des Jahrs 2008 auf Platz fünf der deutschen Musikcharts ein. Im Folgenden belegte der Tonträger zunächst Position 36 und konnte in den anschließenden Wochen die Plätze 57 und 78 belegen.
In Österreich stieg TNT auf Platz 24 der Charts ein. Der Tonträger konnte sich dort zwei Wochen in der Hitparade halten. In der Schweiz konnte das Album Platz sieben der Album-Charts erreichen. Im Anschluss an die erste Woche fiel der Tonträger auf Position 46 ab. In der dritten Woche belegte TNT noch Platz 62 und in der vierten Position 85.
Die erste Single Dynamit! konnte nach der ersten Verkaufswoche Platz 29 der deutschen Singlecharts belegen. In den anschließenden zwei Wochen erreichte der Tonträger jeweils die Position 64. Nach der vierten Verkaufswoche konnte Dynamit! noch Platz 81 und in der nachfolgenden Woche Platz 88 belegen.
Auch die zweite Single Alles bleibt anders stieg in die deutschen Single-Charts ein. Dort belegte der Tonträger in der ersten Woche Platz 71.

### Kritik
| Professionelle Bewertungen | Professionelle Bewertungen |
| -------------------------- | -------------------------- |
| Kritiken                   |                            |
| Quelle                     | Bewertung                  |
| laut.de                    | [ 37 ]                     |
| Juice                      | [ 38 ]                     |

Die Kritiken zu TNT fielen positiv aus. Exemplarisch kann dies an den Rezensionen der deutschen Hip-Hop-Magazine Backspin und Juice sowie der Kritik durch das Musikmagazin Laut.de gezeigt werden. Die Redakteure der Juice attestieren dem Tonträger, dass er „zeitgemäß“ sei und bezeichnen TNT als „großartige Platte“. Das zweite Studioalbum von Dynamite Deluxe erhielt in der Rezension des Magazins fünf von möglichen sechs „Kronen“. Die Redaktion der Backspin setzt sich in ihrer Kritik mit der musikalischen Entwicklung Samy Deluxe’ auseinander. In diesem Zusammenhang wird der erneute Zusammenschluss von Dynamite Deluxe als „Heimkehr“ von Samy Deluxe bezeichnet. Dieser verkörpere als Resultat seiner musikalischen Entwicklung mittlerweile Dinge, die er in der Vergangenheit kritisiert habe. In allen drei Bewertungen werden die Produktionen positiv hervorgehoben. Diese seien laut Backspin-Redaktion der optimale „Nährboden“ für „Samys Stimme, seine Flows und Reime“. Des Weiteren werden die „Reggae- und Dancehall-Einflüsse“, die sich in den Beats der Lieder Mein Problem (Take it easy) und Weiter niederschlagen, als gelungen hervorgehoben. Gelobt wird in den Kritiken außerdem die Rap-Leistung von Samy Deluxe. Dieser präsentiere sich, laut Dani Fromm, der zuständigen Redakteurin der E-Zine Laut.de, „in Bestform“. Die Vortragsweise des Rappers sei durch „hervorragend gepflegte Arroganz“ geprägt, was ebenfalls von Laut.de gelobt wird.
Negativ kritisiert Dani Fromm die Texte des Albums. Diese haben wenig Inhalt und reichen über „übliche Selbstabfeierei, selbstreflektive Nabelschau und überflüssiges ‚Wir sind zurück, kuck doch mal, wer da ist‘-Gepose nicht hinaus“. Als textliche Ausnahmen erweisen sich, laut Fromm, die Musikstücke Mein Problem (Take it easy) und Letzter Song. Trotz des geringen Inhalts erhält TNT vier von möglichen fünf Bewertungspunkten der Seite Laut.de, da die geringe Themenvielfalt angesichts der guten Produktion verzeihbar sei. Auch der zuständige Redakteur der Backspin kritisiert die Texte und merkt an, dass einige Aussagen von Samy Deluxe, in ähnlicher Weise bereits auf früheren Veröffentlichungen zu hören waren. Dennoch zeige sich Deluxe aus Sicht der Backspin als „Top-MC“.
Im Gegensatz zu den Redaktionen von Laut.de und der Backspin, lobt das Magazin Juice die Vielseitigkeit des Albums sowie des Rappers Samy Deluxe. Dieser vereine alle Qualitäten, die für einen guten Rapper notwendig seien. Dazu werden in der Bewertung genannt: „Klassisches Geschichten-Erzählen auf Roots Reggae-Basis (Mein Problem (Take it easy)), überabgeklärtes Boosten über Drama-Synthies (Der Thron ist meiner), Sozialkritik über 80s-Pop (Alles bleibt anders), Party-Arty über autogetuneten Mittneunziger Dancehall (Weiter). Und nicht zuletzt auch topmotivierte Flowbeschau in A cappella (Newcomer des Jahres).“ Negativ werden von der Redaktion der Juice die Lieder Ab und zu und Boombox gewertet. Dabei nerve der Refrain des Stücks Ab und zu. Boombox füge sich, aus Sicht des Magazins, nicht in den „Kontext des Albums“ ein.